# Marcelo Expósito Prieto
Marcelo Expósito Prieto (Puertollano, Ciudad Real, 29 de maig de 1966) és un artista i activista polític espanyol, diputat al Congrés dels Diputats en la XI legislatura.
Treballa com a teòric crític, editor, curador, traductor i docent, movent-se entre Barcelona i Buenos Aires. És co-director acadèmic del Programa d'Estudis Independents (PEI) del Museu d'Art Contemporani de Barcelona (MACBA) i professor associat en la Facultat de Belles arts de la Universitat de Castilla-La Mancha, Conca. Forma part de la Universitat Nòmada i de la Xarxa Conceptualismes del Sud, així com cofundador i co-editor de la revista Brumaria (2002-2006). És un dels integrants del col·lectiu artístic Banda Aparte. Ha realitzat obres sobre diversos suports, com la fotografia, el vídeo i diversos texts, interconnectant projectes interdisciplinaris que reformulen les tradicions estètiques. Resident a Barcelona, és professor al Programa d'Estudis Independents del Museu d'Art Contemporani de Barcelona i de la Universitat de Castella-La Manxa. El 2001 va guanyar el premi Espais a la crítica d'art pels seus treballs historiogràfics.
Ha format part de diverses plataformes activistes ciutadanes com Moviment 15-M, Democracia Real Ya i la Plataforma d'Afectats per la Hipoteca. Arran les eleccions municipals espanyoles de 2015 va formar part de la direcció executiva de Barcelona en Comú i fou elegit diputat per En Comú Podem a les eleccions generals espanyoles de 2015 i 2016. Ha estat nomenat secretari quart de la mesa del Congrés dels Diputats.

## Algunes obres
- Los cuadernos de guerra o Ligeramente fuera de contexto (1994)- Sala Parpalló de València
- Materiales 1989-1997 (1997)- Galeria Angelot de Barcelona
- Cubos heterogéneos (2004) - III Biennal d'Art Contemporani de Berlín.

## Llibres
- Plusvalías de la imagen. Anotaciones (locales) para una crítica de los usos (y abusos) de la imagen (1993)
- Materiales 1990-1998: el malestar en la libertad (1998)
- Chris Marker. Retorno a la inmemoria del cineasta (2000)
- Modos de hacer. Arte crítico, esfera pública y acción directa (2001)
- Historias sin argumento. El cine de Pere Portabella (2001)
- Producción cultural y prácticas instituyentes. Líneas de ruptura en la crítica institucional (2008)
- Los nuevos productivismos (2010)